# Saturday Looks Good to Me
Saturday Looks Good to Me is een in 2000 opgerichte Amerikaanse indierockband uit Ann Arbor.

## Bezetting
Huidige bezetting
- Fred Thomas (zang, diverse instrumenten)
- Carol Catherine (zang, viool, klappen)
- Kuma (stem)
- Shelley Salant (gitaar, percussie)
- Scott DeRoche (basgitaar)

- Richie Wohlfeil (drums)
- Ryan Howard (drums)
- Amber Fellows (zang, piano, keyboards)
- Colette Alexander (cello)
- Justin Walter (trompet)

Voormalige leden
- Betty Barnes (zang)
- Steve Middlekauff (drums, percussie)
- Scott Sellwood (e-piano, orgel)
- Elliot Bergmann (saxofoon, blaasinstrument, percussie)

## Geschiedenis
De band werd geformeerd in 2000 door Fred Thomas (ex-Flashpapr/Lovesick). Aanvankelijk alleen speelde hij negen songs in, die hij in 2000 liet persen op vinyl. Saturday Looks Good to Me was toentertijd niet zijn enige project, gelijktijdig publiceerde hij ook met Cruel August Moon Musik. De band was gebaseerd op de interesse in de Motown-sound en de jaren 1960-pop, op de eerste publicaties was de muziek wezenlijk gebaseerd op Brian Wilson en Phil Spector met onopvallende indierock-klanken. Het eerste album, in 2002 heruitgebracht op cd, prikkelde de opmerkzaamheid van de emoband Saves the Day, die een aanbod deed aan de band om mee op tournee te gaan.
Dus moest Fred Thomas een band formeren, die dan met Saves the Day door de Verenigde Staten toerde. De band tekende een contract bij het onafhankelijke label Polyvinyl Records, waar in 2003 het album All Your Summer Songs verscheen, gevolgd door Every Night in hetzelfde jaar. In 2006 volgde de compilatie Sound on Sound, een samenvatting van de talrijke ep's en cd-r's. In 2007 volgde Fill Up the Room en daarna concentreerde Thomas zich op zijn andere bands City Center en Swimsuit en werkte hij als producent voor diverse onafhankelijke bands. De band werd uiteindelijk ontbonden. In 2012 verscheen de single Sunglasses met een nieuw geformeerde band en het album One Kiss Ends It All.

## Discografie

### Singles & ep's
- 2003: Diary (MCD, Polyvinyl Records)
- 2003: Christmas Blues/Will U Still (single, Polyvinyl Records)
- 2003: Alcohol (7", Audiopants)
- 2003: This Time Every Year (7", Sonic Syrup)
- 2003: Until the World Stops Swinging (7", Latest Flame Records)
- 2004: I Don’t Wanna Go/Disaster (7", We're Twins Records)
- 2004: The Girl’s Distracted (7", Antenna Farm Records)
- 2006: No! (7", Pedal Bark Records)
- 2007: Money in the Afterlife/All the Sidewalk Birds (7", Ernest Jenning Record Co.)
- 2007: Cold Colors (12"/MCD, Polyvinyl Records)
- 2008: Dianne Falling Off Her Horse/Springtime Judgement (7", Ernest Jenning Record Co.)
- 2012: Sunglasses (7", Polyvinyl Records)

### Albums
- 2000: Saturday Looks Good to Me (lp: 2000/ cd: 2002, hereforalways)
- 2000: Cruel August Moon (cd, Little Hands)
- 2003: All Your Summer Songs (lp/cd, Polyvinyl Records)
- 2004: Every Night (lp/cd, Polyvinyl Records)
- 2007: Fill Up the Room (lp/cd, K)
- 2013: One Kiss Ends It All (Polyvinyl Records)

### Compilaties
- 2003: 2003 (eigen productie)
- 2006: Sound on Sound (Redder Records)
- 2013: Love Will Find You (Polyvinyl Records)

### Split-publicaties
- 2005: Parking Lot Blues/The State of Harmony (split-7" met Speedmarket Avenue, Fickle Fame)
- 2008: Four-Way-Split (7" met Emily Jane Powers, Impossible Shapes & Friends (People  in a Position to Know))
- 2012: Live Split Cassette (split-mc met Milk Teddy, Knock Yr Socks Off Records)
- 2012: Split-7 met Traffic Light (Violet & Claire)
- 2014: FITS 8 (split-mc met Tyvek, Life Like)

### Verdere publicaties
- 2006: World Branches/Nobody Knows (mc, Sanitary Records)
- 2007: Green Mansions (lp, enkelzijdig, Ypsilanti Records)
- 2012: Tour Tape (mc, Life Like)
- 2013: Forever/Inside (mc, Life Like)
- 2014: Evan Knows I’m Miserable Now (mc, Rat King Records)
- 2016: Ann Arbor District Library - April 22nd, 2013 (mc, Life Like)